# Anolis nelsoni
Anolis nelsoni (аноліс Нельсона) — вид ігуаноподібних ящірок родини анолісових (Dactyloidae). Ендемік Гондурасу. Вид названий на честь американського натураліста Едварда Вільяма Нельсона.

## Поширення і екологія
Anolis nelsoni є ендеміками Лебединих островів в групі островів Іслас-де-ла-Байя. Вони живуть в сухих тропічних лісах, трапляються на стовбурах дерева та на гілках кущів. Живляться переважно комахами, а також іншими комахами, павуками, молюсками та рослинністю.

## Збереження
МСОП класифікує цей вид як такий, що перебуває на межі зникнення. Anolis nelsoni загрожує хижацтво з боку інвазивних кішок.